# Pontsteigergebouw
Het Pontsteigergebouw, ook wel Pontsteiger of Miljoenengebouw genoemd, is een woontoren in de Nederlandse stad Amsterdam. Het gebouw maakt onderdeel uit van de gebiedsontwikkeling van de Houthavens. Het wooncomplex is gelegen aan het IJ waar de veerpont naar het NDSM-terrein en de Distelweg vertrekt van de in 1957 gebouwde pontsteiger bij de Tasmanstraat.
Het ontwerp van Arons en Gelauff Architecten werd in 2007 uitgekozen en, ondanks de kredietcrisis, in 2015 nagenoeg volgens dit ontwerp gebouwd. Het pand bevat woningen, winkels en horecagelegenheden. Hoewel het gebouw uitermate hoekig aandoet, bevinden zich in de plint ruimtes met een in vloeiende lijn uitgevoerde gevels. Op de 25e etage bevindt zich een penthouse van 1440 m².
Met de bouw van het 92 meter hoge gebouw werd begonnen in februari 2015, het is in 2019 definitief opgeleverd. Opvallend aan het gebouw is de afwerking met onder meer bronsgroene tegels tussen de etages. Andere in het oog springende gevelelementen zijn de externe en interne (maar van buitenaf zichtbare) V-vormige draagbalken.
In 2020 was het gebouw een van de negen genomineerden voor de Amsterdamse Architectuur Prijs.

## Afbeeldingen

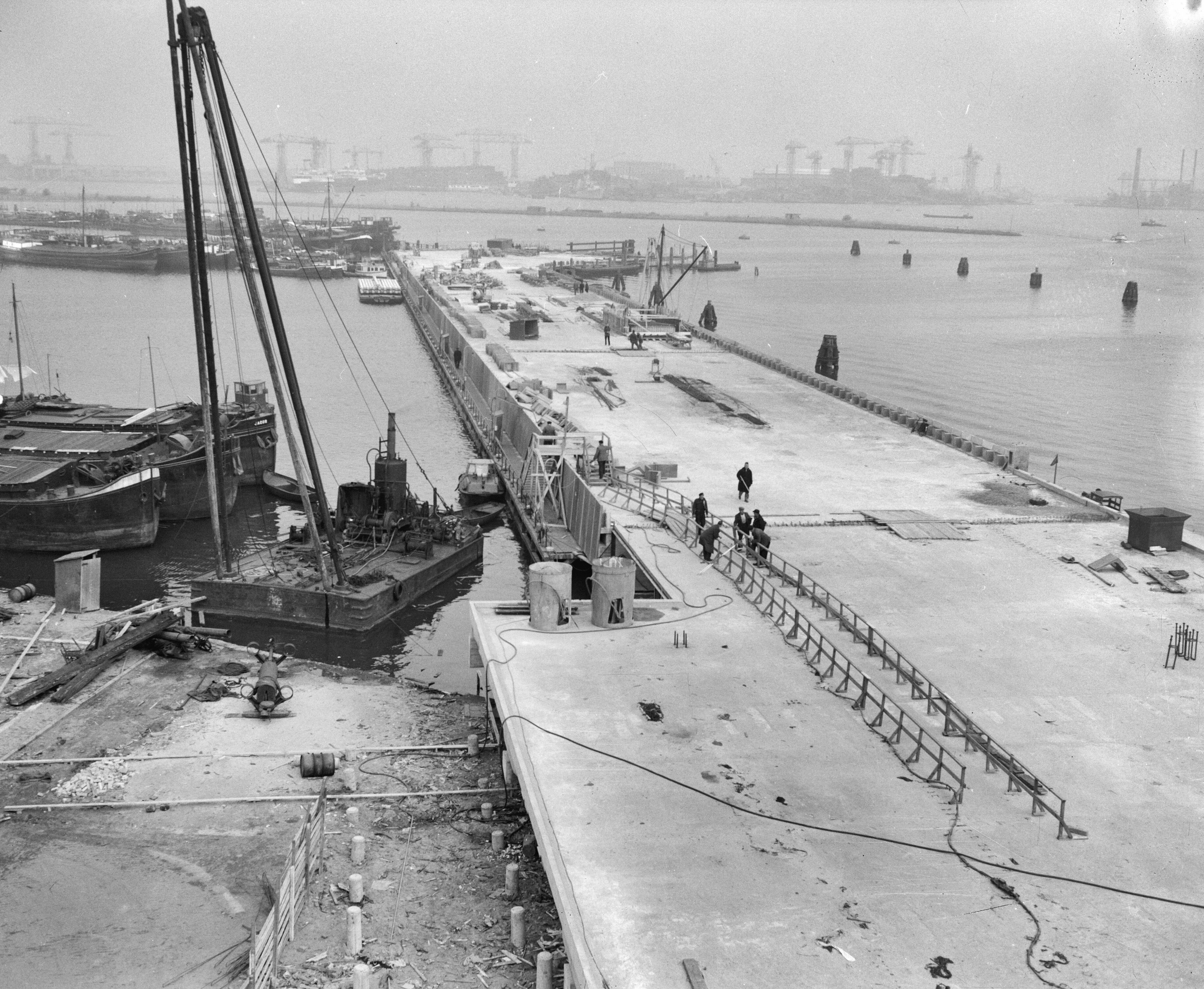
Bouw van de pontsteiger bij de Tasmanstraat (1956)
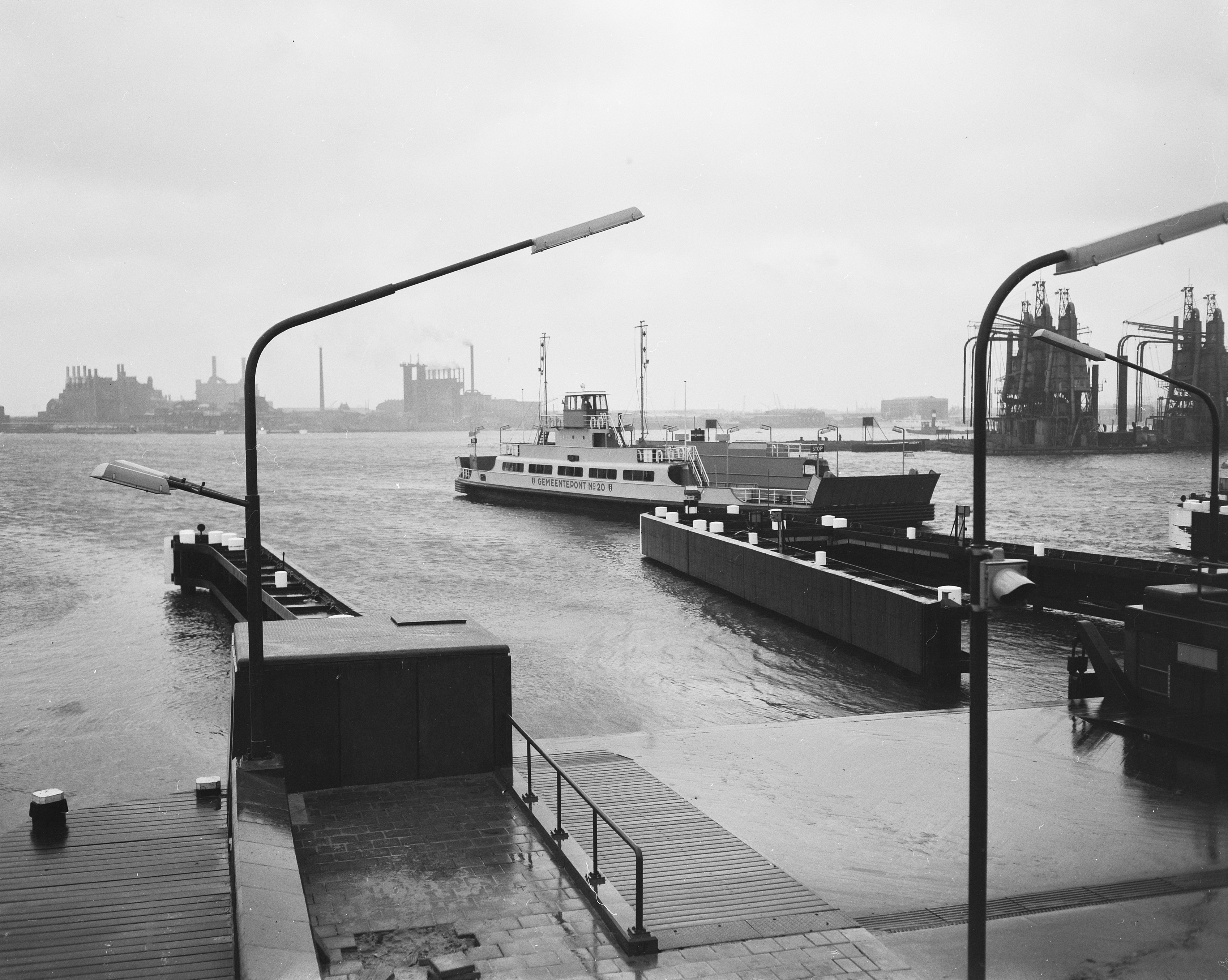
De pontsteiger in 1957
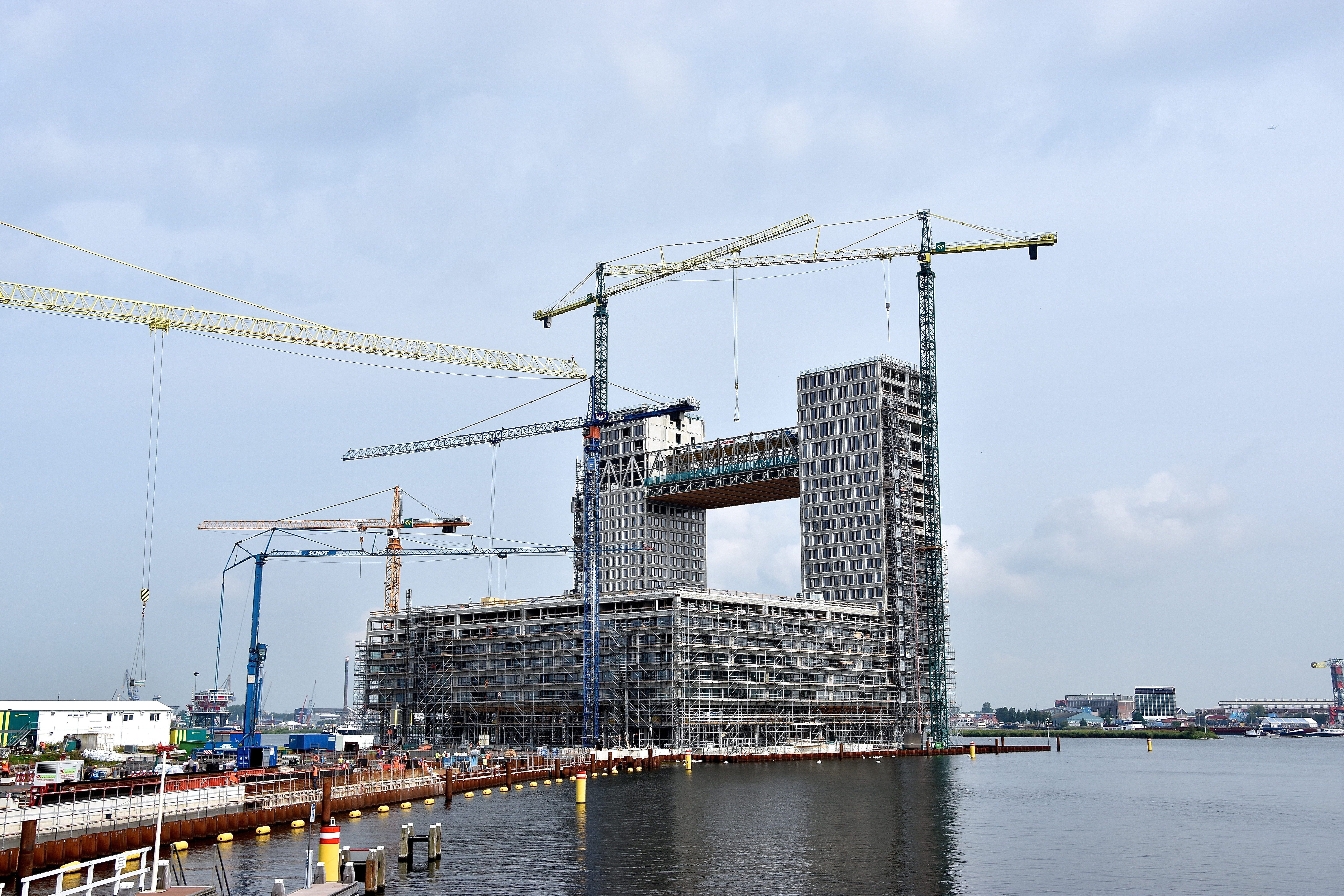
Het Pontsteigergebouw in aanbouw in augustus 2017.
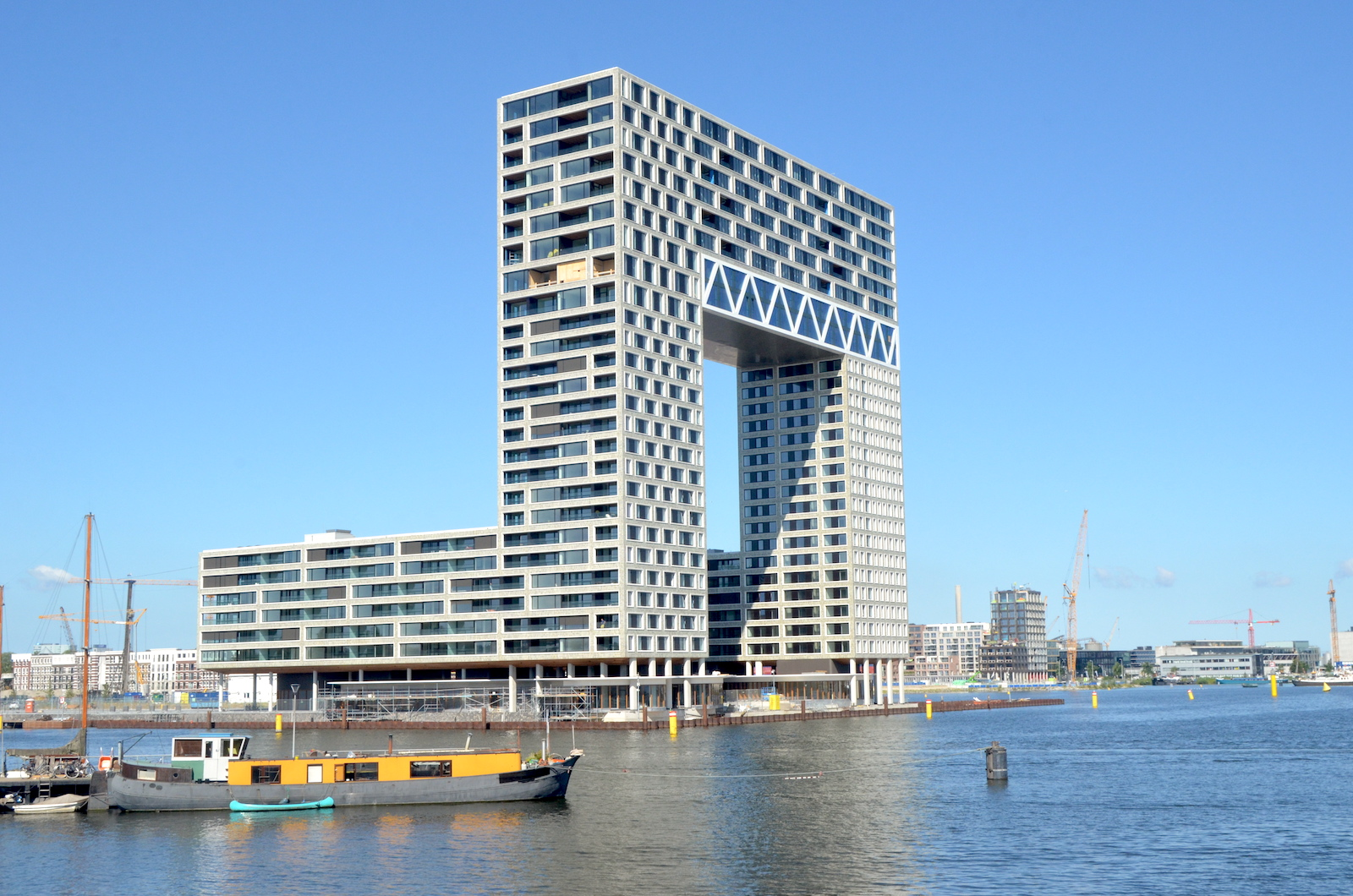
Het Pontsteigergebouw kort voor de voltooiing in juli 2018.
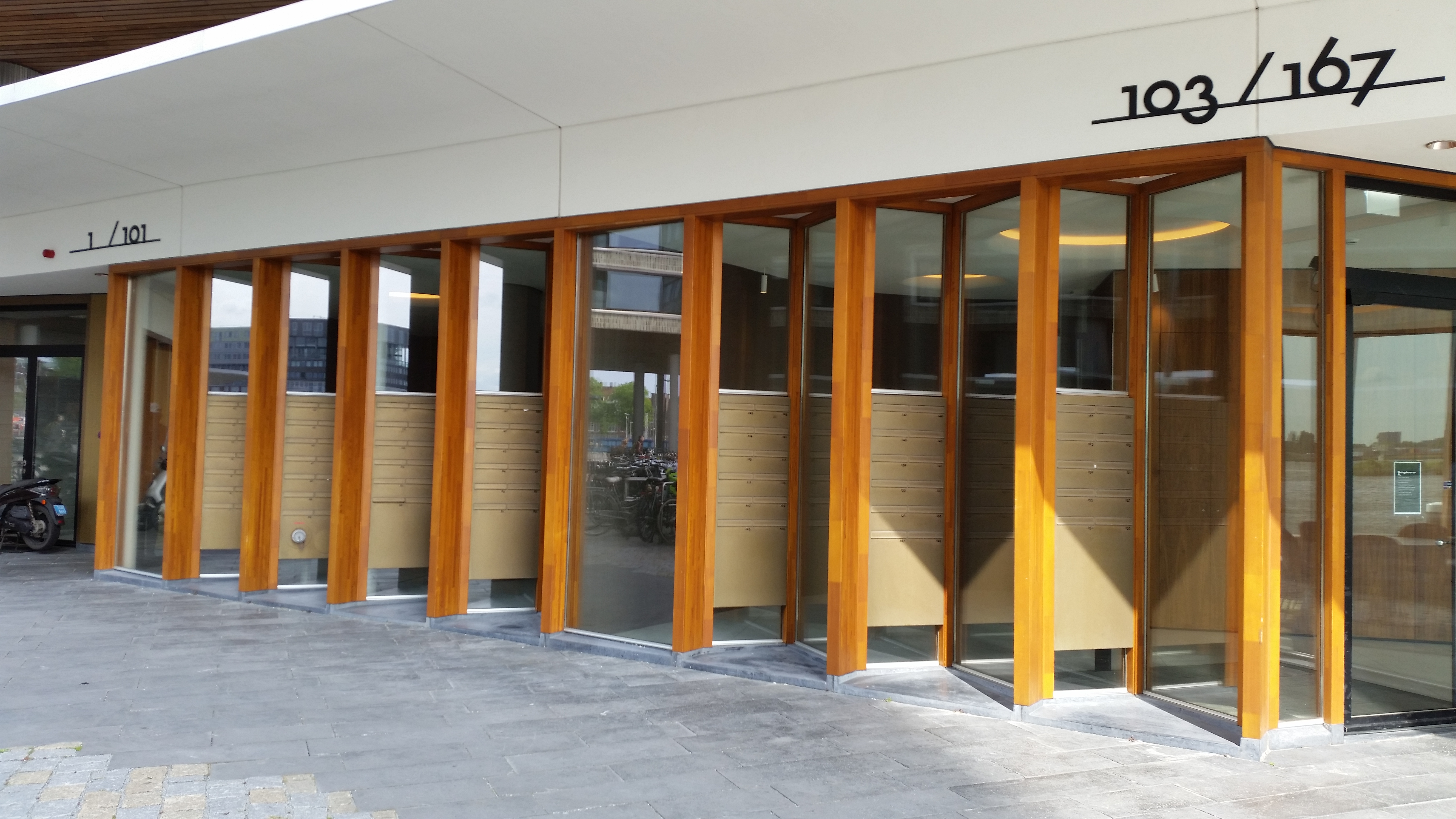
Ingang deel 1-167 (mei 2020).
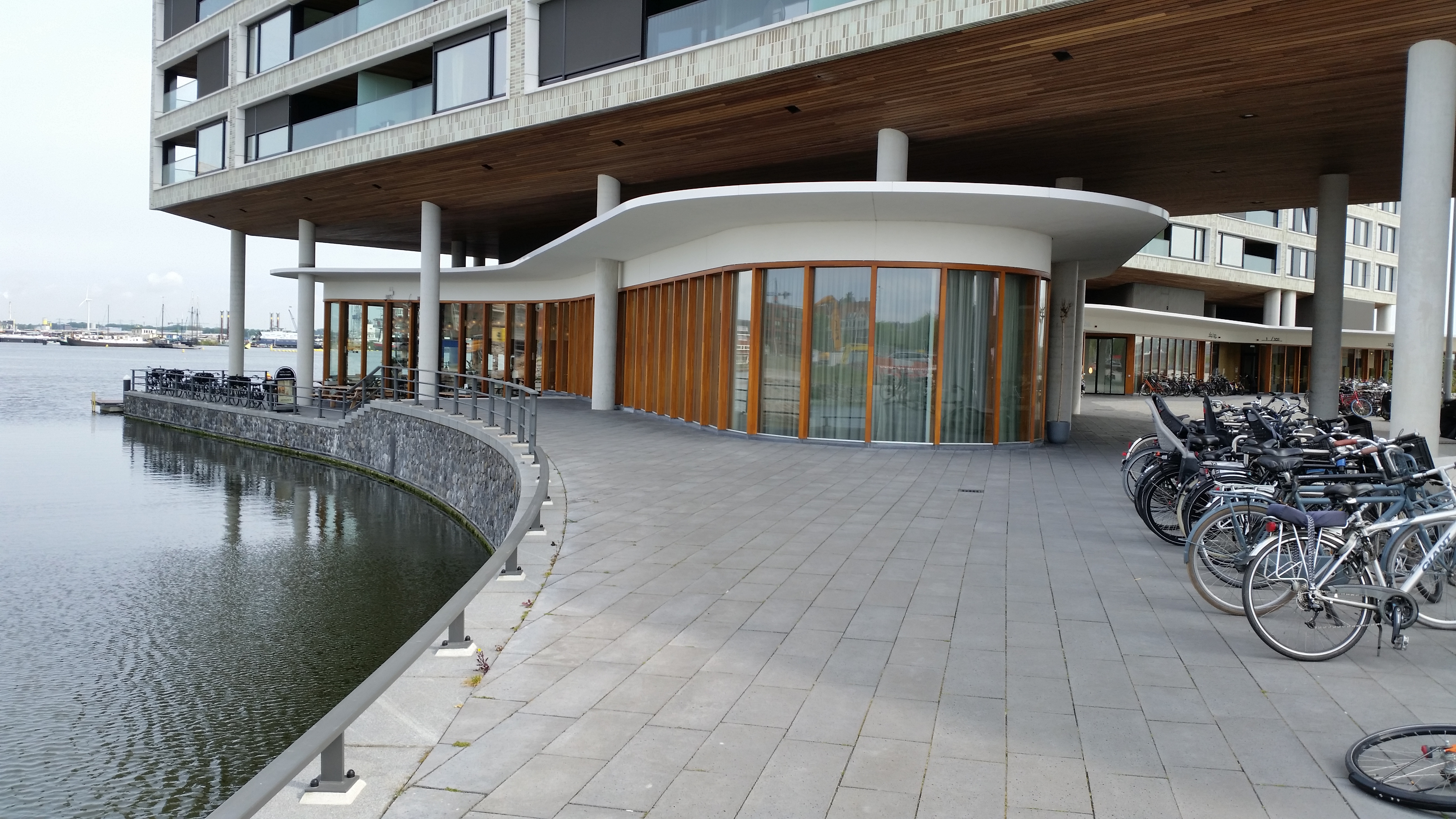
Rond geveldeel (mei 2020).
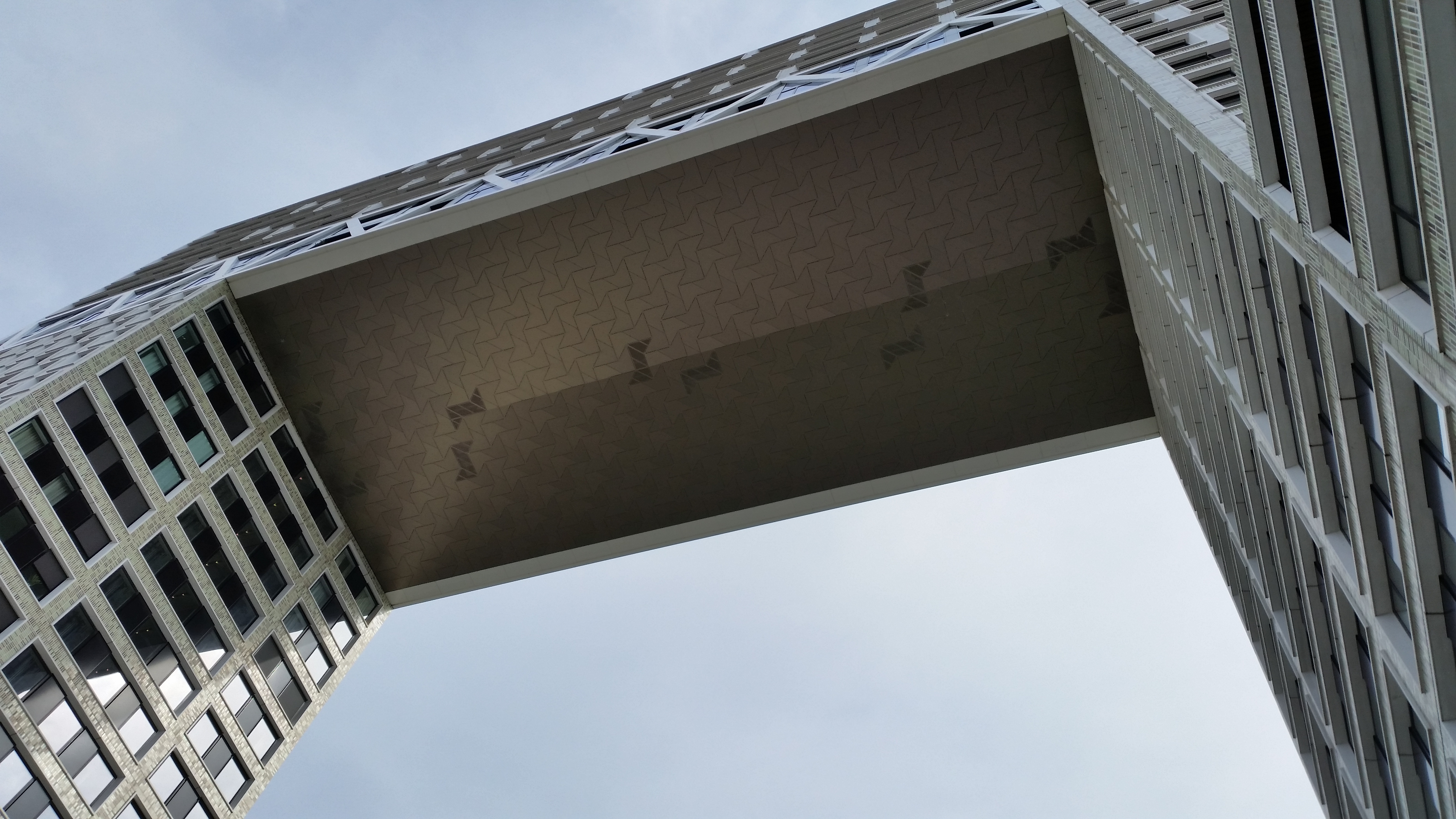
Zicht van onderaf
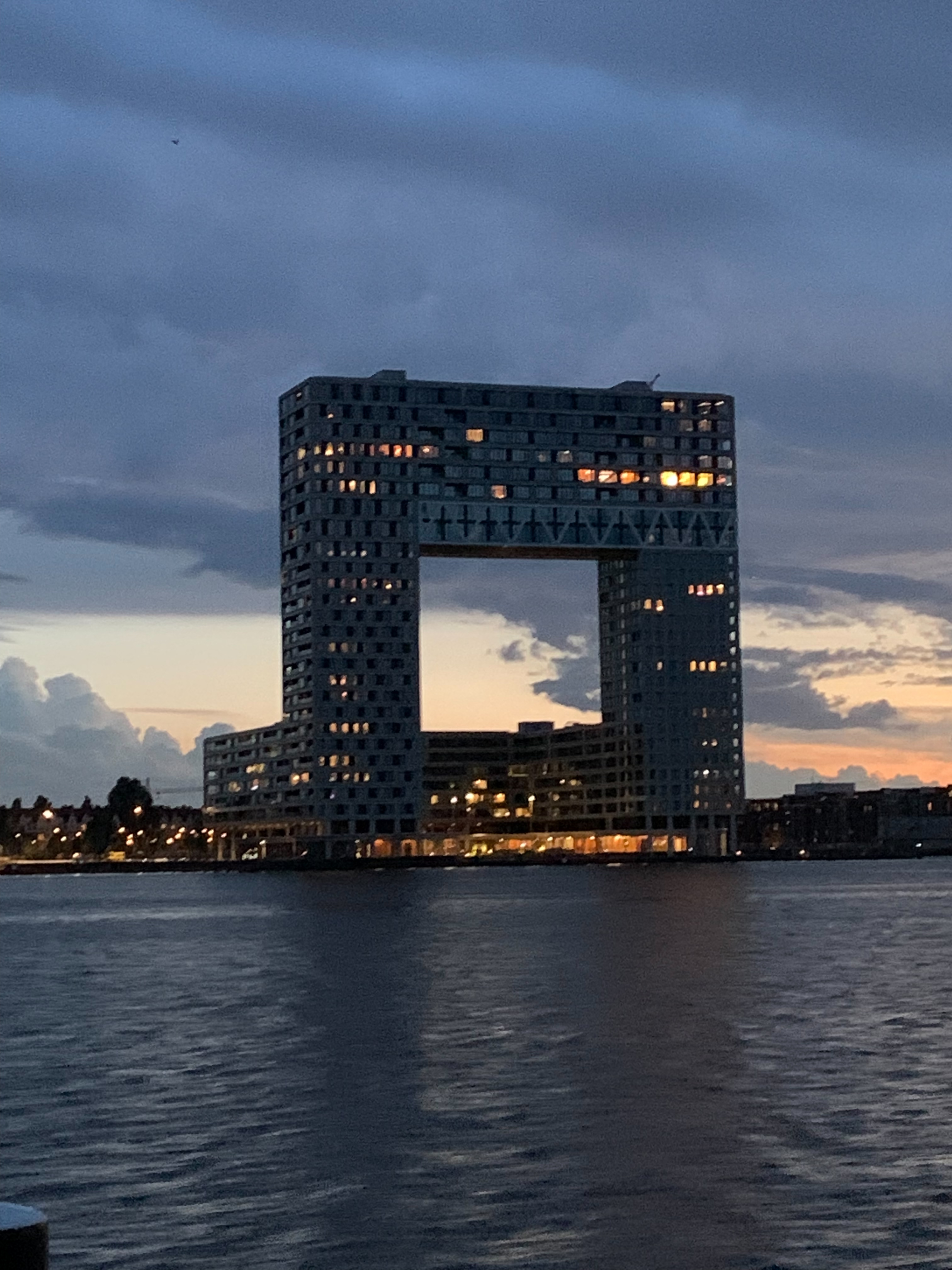
Pontsteigergebouw bij zonsondergang in 2021.
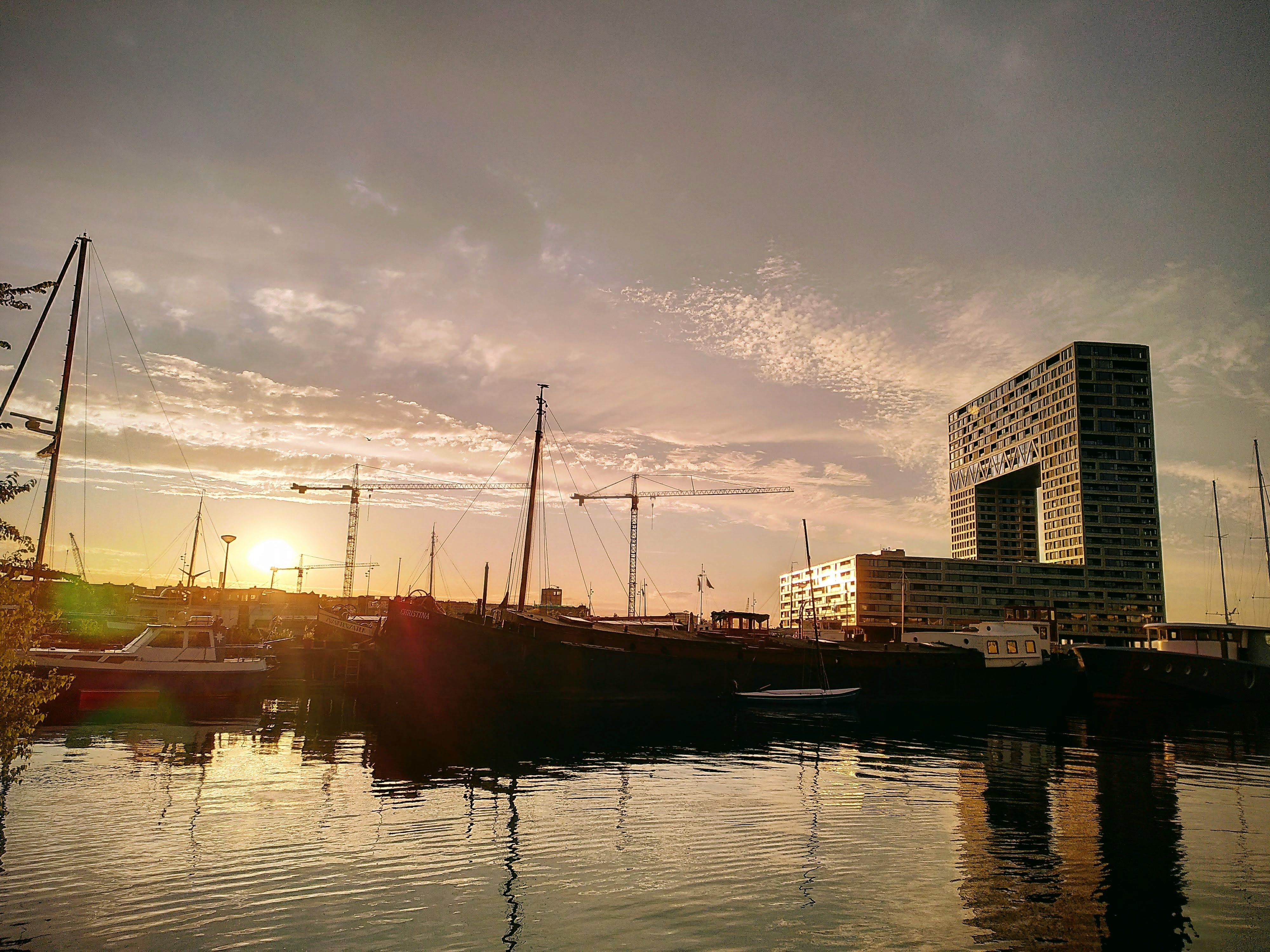
Pontsteigergebouw bij zonsondergang in 2022.

Rembrandttoren · Mondriaantoren · Y-Towers · Amsterdam Symphony · WTC H Toren · ABN AMRO-hoofdkantoor · Amstel Tower · Ito-toren · Valley · Millennium Tower · Crystal Tower · The Sharing Tower · Teleport Tower · Viñoly · Breitnertoren · Oval Tower · The Rock · Pontsteiger · La Guardia Plaza · Cross Towers · New Amsterdam · UNStudio Tower · Boekhuis · IJ-toren · A'DAM Toren · Hourglass · Vivaldigebouw · Okura Hotel · 900 Mahler · De Nederlandsche Bank · Xavier · De Spakler